# Waldems
Waldems è un comune tedesco di 5 160 abitanti situato nel land dell'Assia.